# Théodore Rousseau
Pierre Étienne Théodore Rousseau (Parigi, 15 aprile 1812 – Barbizon, 22 dicembre 1867) è stato un pittore francese, considerato uno dei maggiori esponenti della scuola di Barbizon.

## Biografia
Théodore Rousseau nacque il 15 aprile 1812 a Parigi in una famiglia di estrazione borghese. Terminati gli studi secondari pensò per qualche periodo di entrare in un politecnico: ciò malgrado, ben prestò rivelò una palese vocazione pittorica che inizialmente coltivò studiando la pittura con lo zio Pierre-Alexandre Pau de Saint Martin. Successivamente passò sotto la guida di Jean Charles Joseph Remond e di Guillon-Lethie; a tali studi, tuttavia, il giovane Théodore affiancò un'intensa attività da autodidatta, copiando autonomamente i capolavori del Louvre e dipingendo dal vero. Per dirla come Pierre Lavedan, dopo aver abbandonato le botteghe Théodore «se ne andò [...] solitario a piantare il suo cavalletto nei dintorni di Parigi, preoccupandosi solamente di riprodurre con esattezza ciò che vedeva». Tra i pittori suoi prediletti vi era il paesaggista inglese John Constable, del quale ammirava la pennellata libera e morbida.

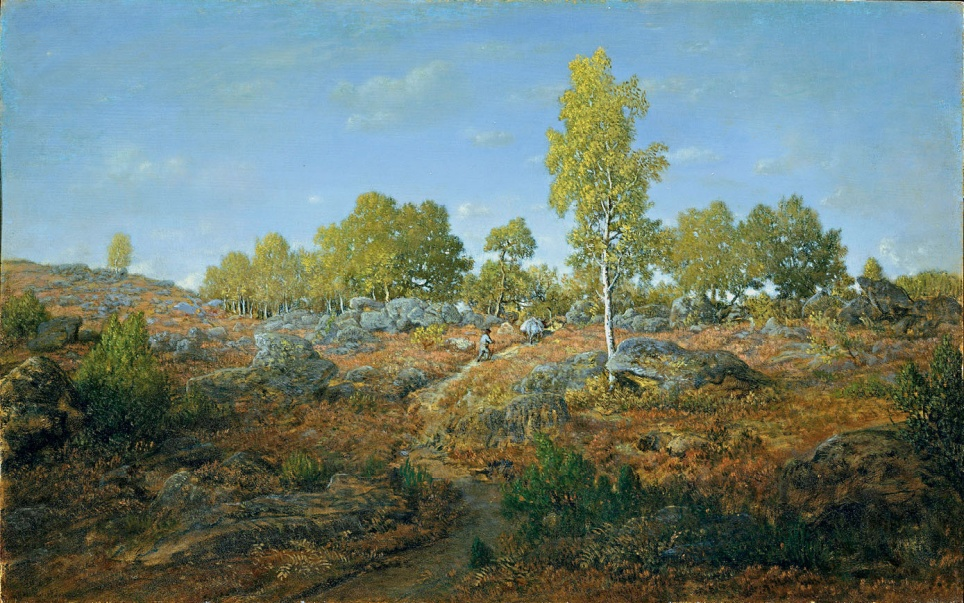
Théodore Rousseau, Un sentiero tra le rocce (1861)

Nel 1830 si recò in Alvernia, regione della Francia ricca di valli, montagne, pascoli e folte foreste dove egli mise a punto le sue doti da paesaggista. Debuttò al Salon del 1831 con un quadro raffigurante un paesaggio dell'Alvernia, e partecipò a tale esposizione anche nel 1833, 1834 e 1835, non mancando di suscitare consensi e trovare il favore anche di personalità eminenti, quali il duca d'Orleans (che acquistò un suo dipinto) e il Principe di Joinville. Nel 1836, tuttavia, al Salon fu rifiutato un suo dipinto (La discesa delle vacche dagli altipiani del Giura), considerato dalla giuria una «cosa mostruosa».
Dopo aver subito un tale smacco cercò rifugio nel villaggio di Barbizon, ai limiti dell'incontaminata foresta di Fontainebleau, a sud di Parigi. In questo paesello si era già riunita una variegata colonia di artisti che pure studiavano dal vero e prediligevano temi paesaggistici; Rousseau è considerato tuttora il capo di questa scuola romantica di paesaggio (detta, per l'appunto, «di Barbizon») «per la serietà e coerenza degli assunti e per l'altezza delle attuazioni» (Treccani). Egli, tuttavia, aveva un animo inquieto e travagliato e non di rado decideva di lavorare autonomamente, partendo di buon mattino e rifugiandosi negli angoli più aspri della foresta, presso le gole di Âpremont. Viaggiò molto, soprattutto con l'amico Jules Dupré, con il quale si recò nella Creuse, nelle Lande e all'ŷle-Adam.
Quando nel 1848 poté esporre nuovamente proprie opere al Salon Rousseau vi presentò un grandissimo numero di lavori, acquistando gradualmente consensi e riscuotendo un successo clamoroso all'esposizione universale del 1855. La notorietà acquisita, tuttavia, non lo inebriò, e già nel 1849 - stanco della vita mondana di Parigi - si era ritirato con la famiglia a Barbizon, dove poteva godere dell'amicizia di Jean-François Millet. Morì, infine, il 22 dicembre 1867, stroncato da un attacco di emiplegia all'età di 55 anni.

### Stile

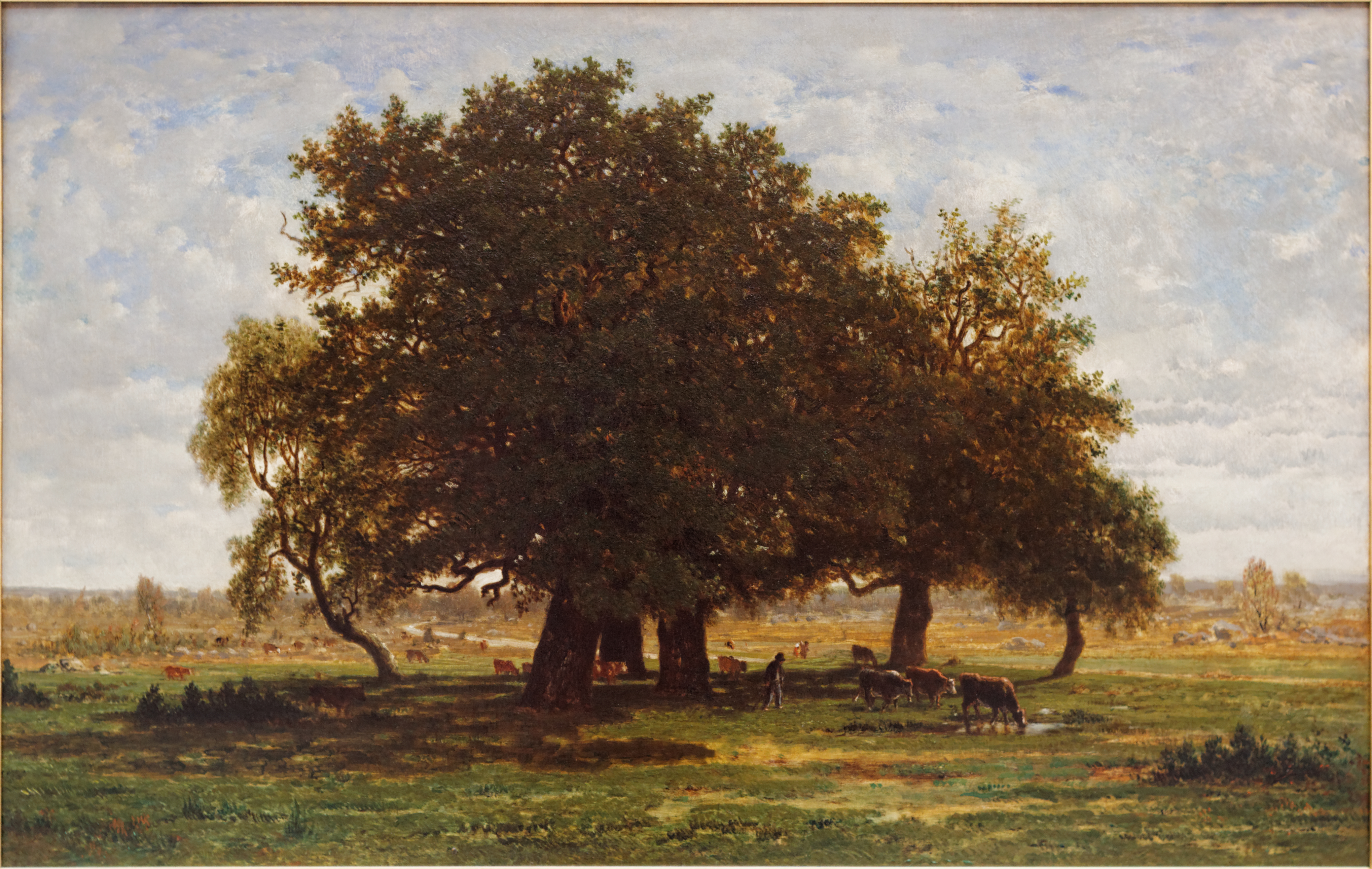
Théodore Rousseau, Albero di Quercia, Apremont (1850–1852)

Théodore Rousseau è oggi unanimemente considerato uno dei più sensibili paesaggisti dell'Ottocento francese. Egli, in particolare, si rifugiò in un'idea di natura trepidante e squisitamente malinconica, indagandone soprattutto la resa con i fenomeni atmosferici. Tra i suoi soggetti prediletti, in particolare, vi sono gli alberi, motivo della sua gloria: Rousseau, infatti, «amava ritrarre grandi alberi, a massa, in terreni piatti e paludosi dai lontani orizzonti, usando un colore greve, denso e affocato, lavorato dal pennello» (Treccani). Tra i suoi lavori più significativi in tal senso ricordiamo il Viale dei castagni presso Bressuire (1837-40), La passerella (1855 circa) e il Tramonto nella foresta (1866 circa).
Riportiamo di seguito un commento di Pierre Lavedan:
(Pierre Lavedan)

### Opere in musei e collezioni
- Alberi annosi, olio su tela, 46x46 cm.[3]